# Division I 1963-1964
La Division I 1963-1964 è stata la 61ª edizione della massima serie del campionato belga di calcio disputata tra il 7 settembre 1963 e il 26 aprile 1964 e conclusa con la vittoria del R.S.C. Anderlecht, al suo decimo titolo.
Capocannoniere del torneo fu Paul Van Himst (RSC Anderlechtois), con 26 reti.

## Formula
Come nella stagione precedente le squadre partecipanti furono 16 e disputarono un turno di andata e ritorno per un totale di 30 partite.
Le ultime due classificate vennero retrocesse in Division 2.
Le società ammesse alle coppe europee furono quattro: la squadra campione si qualificò alla Coppa dei Campioni 1964-1965, la vincitrice della coppa nazionale alla Coppa delle Coppe 1964-1965 e altri due club vennero iscritti alla Coppa delle Fiere 1964-1965.

## Classifica finale
|    | Classifica                  | G  | V  | N  | P  | GF | GS | Dif | Pt |
| -- | --------------------------- | -- | -- | -- | -- | -- | -- | --- | -- |
| 1  | RSC Anderlechtois           | 30 | 18 | 9  | 3  | 77 | 28 | 49  | 45 |
| 2  | Beeringen                   | 30 | 16 | 9  | 5  | 49 | 30 | 19  | 41 |
| 3  | R. Standard Club Liégeois   | 30 | 16 | 8  | 6  | 58 | 28 | 30  | 40 |
| 4  | R. Beerschot AC             | 30 | 12 | 13 | 5  | 47 | 26 | 21  | 37 |
| 5  | RFC Liégeois                | 30 | 15 | 6  | 9  | 39 | 27 | 12  | 36 |
| 6  | R. Antwerp FC               | 30 | 13 | 9  | 8  | 42 | 38 | 4   | 35 |
| 7  | KFC Diest                   | 30 | 13 | 7  | 10 | 43 | 39 | 4   | 33 |
| 8  | ARA La Gantoise             | 30 | 10 | 6  | 14 | 37 | 51 | -14 | 26 |
| 9  | K. Lierse SK                | 30 | 8  | 10 | 12 | 39 | 43 | -4  | 26 |
| 10 | RCS Brugeois                | 30 | 8  | 10 | 12 | 25 | 43 | -18 | 26 |
| 11 | R. Daring Club de Bruxelles | 30 | 8  | 9  | 13 | 41 | 48 | -7  | 25 |
| 12 | RFC Brugeois                | 30 | 8  | 8  | 14 | 35 | 48 | -13 | 24 |
| 13 | K. Sint-Truidense VV        | 30 | 8  | 8  | 14 | 36 | 50 | -14 | 24 |
| 14 | KFC Turnhout                | 30 | 7  | 10 | 13 | 28 | 50 | -22 | 24 |
| 15 | R. Berchem Sport            | 30 | 8  | 6  | 16 | 29 | 49 | -20 | 22 |
| 16 | KFC Malinois                | 30 | 3  | 10 | 17 | 20 | 47 | -27 | 16 |

### Verdetti
- RSC Anderlechtois campione del Belgio 1963-64.
- KFC Turnhout e KFC Malinois retrocesse in Division II.